# Humberto Sinning Herazo
Humberto Sinning Herazo (Santa Bárbara de Pinto, Magdalena; 16 de julio de 1942-Floridablanca, 3 de agosto de 2016) fue un político y abogado colombiano. Fue gobernador del Magdalena entre 1978 - 1979 y senador de la República de Colombia entre 1982-1990.

## Biografía y Trayectoria
Humberto Sinning Herazo fue hijo de Víctor Sinning Marriaga descendiente de inmigrantes judíos de Jerusalén radicados en Baviera, Alemania. En Colombia, procedentes de Alemania los Sinning se establecieron principalmente en Santa Marta, Barranquilla, Cartagena y la rivera del Río Magdalena. Su madre fue Telma Herazo, descendiente de judíos-sefardíes que llegaron procedentes de España a la Región Caribe Colombiana. Sinning Herazo realizó sus estudios de Básica Primaria en la Escuela Guillermina Sinning, cursó su bachillerato en el colegio de Pinillos en Mompox aunque se graduó en Cartagena de Indias. Estudió derecho en la Universidad La Gran Colombia.
Fue también primo de Pablo Sinning Marriaga, Sigilfredo Sinning, Armando Sinning, Edgar Rey Sinning, Abel Sinning Marriaga y Rosmelia Sinning. Importantes y visibles dirigentes sociales del Caribe Colombiano quienes llevando el apellido Sinning se han destacado y consolidado como parte de una fuerza política, social y cultural visible en esta región de Colombia. Sus primos Pablo Sinning Marriaga, Sigilfredo Sinning, Armando Sinning y Abel Sinning Marriaga impulsaron la arquitectura organizacional, administrativa y política para la categorización municipal de la región de Santa Bárbara de Pinto; acto político efectuado el 23 de junio del año 2000 mediante a la Ordenanza N° 003, a manos del entonces gobernador Juan Carlos Vives Menotti. Proceso político que inició de la mano de su primo Edgar Rey Sinning, visible y reconocido sociólogo samario, historiador, filósofo, político e investigador; exgerente del Canal Regional de Televisión del Caribe – Telecaribe a quien se le atribuye "el milagro de Telecaribe" y quien posteriormente se convertiría en Secretario de Educación de Santa Marta, Magdalena bajo la administración del entonces Alcalde Juan Pablo Díaz Granados Pinedo.  Otros notables y honorables familiares de Humberto Sinning Herazo son Abel Sinning Marriaga quien fue representante a la Cámara y senador del Partido Conservador Colombiano en los periodos 1964-1966 y 1966 a 1970 y Rosmelia Sinning visible dirigente eclesiástica, Presidenta-Fundadora y Regente del Concilio Cristiano CAP-El Buen Samaritano en la ciudad de Barranquilla, Atlántico y cercana al líder político Barranquillero Roberto Gerlein Echeverría.
Humberto Sinning Herazo se destacó por su impecable compromiso por la inclusión social y tras una respetada carrera tanto en el sector público como privado dejó grandes legados en la región Caribe, principalmente en el sector educativo debido a que defendió con esmero los derechos de formación de los colombianos y fue un líder político comprometido con el sector educativo al que siempre defendió a ultranza por ser un derecho fundamental en Colombia. Se destacó como Jefe de Leyes en el Congreso de la República donde asesoraba jurídicamente a la Asamblea del Magdalena. Agente Fiscal del Magdalena y gerente de la Lotería del Libertador entre 1976 y 1978; Ex Director General de la Caja Nacional de Previsión y en 1978 gobernador de Magdalena designado por el entonces presidente Julio César Turbay Ayala.  Como gobernador ya posesionado nombró en el cargo de Secretario de Educación a Octavio Álvarez Caballero, y le encomendó la creación de dos colegios de bachillerato, uno en Pinto y otro en San Fernando Magdalena, ambos corregimiento del municipio de Santa Ana. El proyecto fue presentado a la Asamblea Departamental, en donde recibió ponencia favorable del honorable diputado Manuel Villa Arias, amigo político y personal del gobernador, para finalmente ser aprobada mediante ordenanza 03 del 30 de noviembre de 1978.  Con las nuevas normas educativas el plantel se convirtió en Institución y fusionó las escuelas de la cabecera, con ello llegaron las especialidades para ampliar la oferta educativa. De igual manera, en el año 2000 Santa Bárbara de Pinto se separa de Santa Ana y se convierte en el Municipio de Santa Bárbara de Pinto, lo que también coloca a la institución a la vanguardia de los colegios de la región.
Actualmente la institución Educativa Departamental Técnica” Gilma Royero Solano “de Santa Bárbara de Pinto, cuenta hoy con 1811 estudiantes repartidos en preescolar, básica primaria, básica  secundaria, media técnica, en tres jornadas mañana, tarde y noche, además un sus instalaciones funciona una Institución privada de Técnica Profesional. Recordado como el "Gobernador de la Educación" pues para Santa Bárbara de Pinto fue un gran logro tener un colegio de bachillerato, como se llamaban en la época. Los adultos que no habían tenido la oportunidad de salir a estudiar y aquellos hijos que por poco recursos de sus padres, no podían aspirar ni siquiera a ser bachiller, ya contaban con un colegio cerca y con las puertas abiertas. Tras dejar la Gobernación, retorna nuevamente al Congreso de la República en compañía del jurista, político, y parlamentario colombiano, nacido en Plato, Departamento del Magdalena Hugo Escobar Sierra y se convierte en su suplente ejerciendo como senador de la República en los periodos comprendidos entre los años 1982 a 1986 y de 1986 a 1990.

## Fallecimiento y homenajes
Humberto Sinning Herazo murió a la edad de 74 años, el 4 de agosto de 2016 en la ciudad de Bucaramanga, Santander.Falleció en la Clínica Cardiovascular de Colombia tras sufrir quebrantos coronarios. Consternación y pesar en los distintos círculos sociales y políticos del Magdalena, Atlántico y en sus familiares, generó el sensible fallecimiento del exgobernador. La gobernadora del Magdalena, Rosa Cotes de Zúñiga, mediante decreto 0365 del 4 de agosto de 2016, lamentó el sensible fallecimiento y exaltó la memoria del exgobernador Sinning Herazo, al igual que expresó sus más sentidas condolencias a familiares y amigos. La mandataria decretó duelo departamental por el término de tres días, durante los cuales izó el pabellón Departamental a media asta en todos los edificios públicos del Magdalena.